# Монети Алаґізу (Джучиди)
Монети Алаґізу за часів правління джучидів карбувалися у 1357 році під час перебування хана Джанібека на землях Хорасану, та пізніше намісником хана, його сином Бердібеком.

## Історія
В 1356—1357 роках джучиди здійснили похід у Персію через річку Терек із Сарай-Берке в Дербент, Ширван, Агдам, Барзард, а потім через Ардебіль і Сарі до Тебриза. Стародавнє поселення Алаґіз в середньовіччі розміщувалося на Північному Кавказі, поблизу гори Араґац (має також іншу назву Алаґьоз). Нині залишки поселення Алаґіз знаходяться на території Вірменське нагір'я в Араґацотнському марзі на заході Вірменії.

## Подвійний дирхам

Алагіз, подвійний дирхам (0,98 гр.) 1357 (758 р. Г.) Джанібек

Під час походу Джанібека на землі Хорасану в Алаґізі (араб. الاكيز) карбувалися срібні подвійні дирхами вагою 0,98 гр. На аверсі в лінійному колі легенда у 2 рядки: «Законний султан Джанібек-хан». В другому рядку 2 «вузли щастя». На реверсі в подвійному лінійному колі в 6-кутному картуші позначення монетного двору та рік. В 1356—1357 (758 рік Гіджри) роках карбувалися подібні подвійні дирхами з іменем Бердібека.